# Thomas Mooney

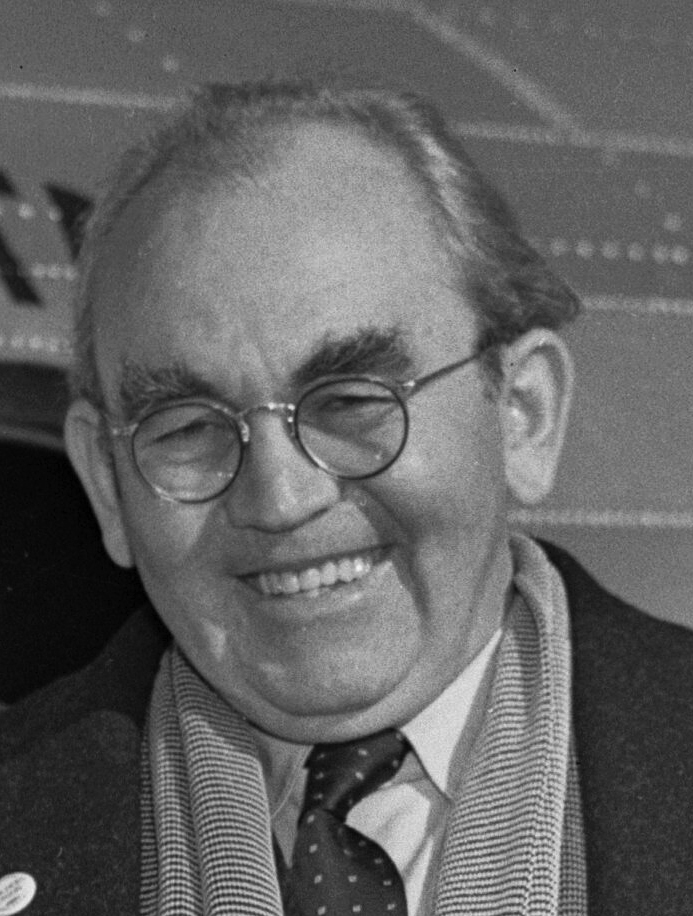
Thomas Mooney (1939)

Thomas Joseph Mooney (* 8. Dezember 1882 in Chicago, Illinois; † 6. März 1942 in San Francisco, Kalifornien) war ein Arbeiteraktivist in San Francisco, der in den Bombenanschlag beim Preparedness Day 1916 verwickelt gewesen sein soll.

## Leben
Mooney war das älteste von drei Kindern des irischen Immigranten Bernard Mooney und dessen Frau Mary (geborene Hefferon oder Hefferman). Sein Vater war Arbeiter in einer Kohlenmine in Indiana. Er starb im Alter von 36 Jahren an Tuberkulose als Mooney zehn Jahre alt war. Mooney besuchte zunächst eine kirchliche und eine allgemeine Schule, ehe er im Alter von 14 Jahren eine Arbeit in einer Fabrik annehmen musste. Hier erlernte er unter anderem die Fertigkeit des Eisenformens und trat 1902 in die Gewerkschaft (International Molders Union) ein.
Als junger Mann reiste Mooney 1907 durch Europa und hielt sich unter anderem in Irland, England, Frankreich, Belgien, Holland, Deutschland, Ungarn, Italien und in der Schweiz auf. Er kam hier mit der Bewegung des Sozialismus in Berührung. Nach seiner Rückkehr in die Vereinigten Staaten 1908 fand er Arbeit in einer Fabrik in Stockton. Er schloss er sich der Sozialistischen Partei an und engagierte sich in der Präsidentschaftskampagne für Eugene V. Debs. Anschließend kehrte er nach Chikago zurück, wo er sich intensiv mit Literatur zum Sozialismus studierte und sich mit den Thesen von Karl Marx beschäftigte. Er war Mitglied in mehreren teils radikalen Arbeitergruppierungen, so unter anderem bei den „San Francisco Socialists“ oder den „Industrial Workers of the World“. Er beteiligte sich an der Herausgabe der sozialistischen Zeitung Revolt. In den Jahren 1913 bis 1914 war er in Kalifornien gemeinsam mit Warren Knox Billings aus New York in einen langen, gewaltsamen Streik der Elektroarbeiter gegen die Pacific Gas and Electrical Company verwickelt. Beide wurden wegen des Verdachts auf Besitz und Transport von Dynamit festgenommen. Billings wurde kurzzeitig inhaftiert während Mooney freigesprochen wurde. Sie sollen die Sprengung von Strommasten geplant haben.
Als Aktivist, der sich für die Arbeiterklasse engagierte und aufgrund seiner aktiven Beteiligung an den Streiks wurde Mooney verdächtigt auch für den Bombenanschlag beim Preparedness Day am 22. Juli 1916 in San Francisco verantwortlich zu sein, bei der 10 Menschen getötet und 40 weitere verletzt wurden. Die Bombe detonierte an der Steuart und Market Street nahe dem Embarcadero. Mooney wurde gemeinsam mit seiner Frau Rena Ellen Mooney (geborene Hermann, ⚭ 1911), Warren K. Billings, Israel Weinberg und weiteren Verdächtigen angeklagt. Mooney wurde, ebenso wie Billings, zum Tod durch den Strang verurteilt. Dieses Urteil löste lang andauernde Proteste aus. Rena Mooney und Israel Weinberg wurden freigesprochen. Der Prozess und das Urteil lösten internationales Interesse aus, einige seiner ausländischen Unterstützer versammelten sich 1917 vor der amerikanischen Botschaft in Sankt Petersburg, so dass Präsident Wilson William Stephens, den Gouverneur von Kalifornien, zur Wiederaufnahme des Verfahrens aufforderte. Dies führte 1918 dazu, dass die Todesstrafe in eine lebenslange Haftstrafe umgewandelt wurde. Upton Sinclair versprach sogar Mooney zu begnadigen, wenn er die Wahl zum Gouverneur gewinnen sollte. 1931 hatte ein Bericht der „National Commission on Law Observance and Enforcement“ zum „Mooney-Billings-Fall“ Zweifel an den Beweisen geweckt, die zu Mooneys Verurteilung führten. Am 7. Januar 1939 wurde er durch Culbert Olson begnadigt und 1941 aus der Haftanstalt San Quentin entlassen (Die offizielle Rehabilitation wurde erst 1961 lange nach seinem Tod ausgesprochen).
Mooney machte sich nach seiner Begnadigung für die Haftentlassung von Billings stark. Er reiste durch das ganze Land, um Reden zu halten. Neun Monate nach seiner Entlassung aus der Haft starb er am 6. März 1942. Er ist im Cypress Lawn Memorial Park in Colma, Kalifornien beigesetzt worden.

## Rezeption
Im Spanischen Bürgerkrieg benannte sich dritte Kompanie des Lincoln-Battaillons nach Mooney, Tom Mooney Company.

## Filme (Auswahl)
- Films Media Group, WPA Film Library New York: This Day In History: January 7, 1939 – Union Leader Tom Mooney Is Freed after 22 Years in Prison 1939.
- Monaco Digital Film Labs: Tom Mooney Molders Defense Committee presents the Mooney case : as told to the camera by Tom Mooney. 2009.